# SECAM

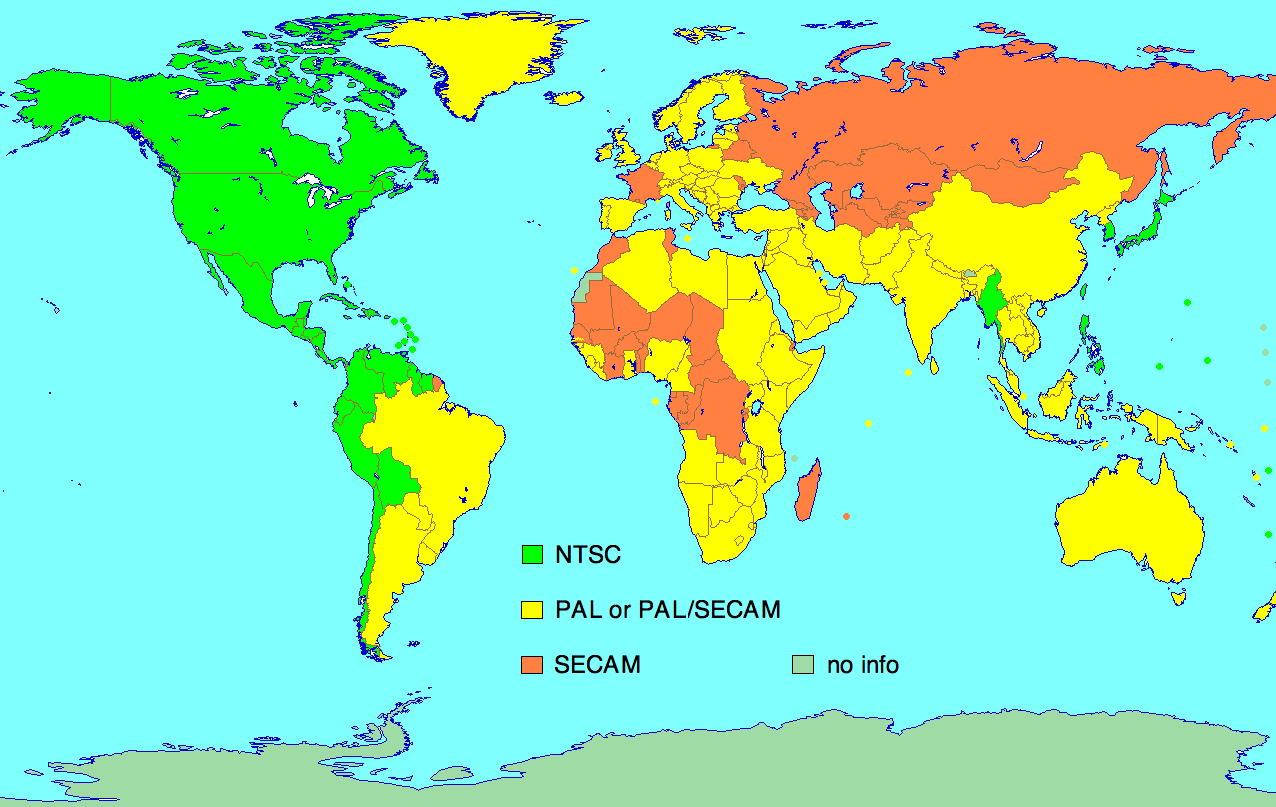
verd clar: NTSC, groc: PAL, taronja: SECAM, oliva: Desconegut

SECAM (del francès Séquentiel Couleur À Mémoire, 'color seqüencial amb memòria') és un sistema de transmissió del senyal analògic de televisió en color desenvolupat a França per Henri de France, l'any 1958 quan treballava per l'empresa Thomson. SECAM és un sistema de transmissió seqüencial, aprofita que el contingut cromàtic varia molt poc d'una línia de la imatge a una altra consecutiva per alternar l'enviament dels dos senyals diferència de color, B-Y i R-Y. Els sistemes NTSC i PAL són sistemes de transmissió de senyal simultani, és a dir, transmeten simultàniament els dos senyals diferència de color, B-Y i R-Y, modulats en quadratura, d'on s'extreu el senyal de crominància. El descodificador necessita els dos senyals simultàniament per la realització del processament, per tant, s'ha de guardar el contingut del senyal enviat a la línia anterior i processar-la conjuntament amb el senyal rebut en aquell moment. Com que el sistema SECAM només transmet un únic senyal de crominància es fa servir una modulació de la subportadora de color que no necessita mantenir la sincronització mitjançant el Burst durant la desmodulació.

## Prestacions
El sistema SECAM envia la informació de color modulada en freqüència (freqüència modulada). Aquesta modulació proporciona el principal avantatge d'aquest sistema, és insensible a les variacions de fase (ona), principal inconvenient de la modulació en quadratura utilitzada pel sistema NTSC. Un problema inherent a les transmissions de senyal modulat en freqüència (FM) és que són més sensibles al soroll si treballem a altes freqüències.

## Compatibilitat sistemes blanc/negre i color
Quan van aparèixer els sistemes de transmissió de senyal de televisió en color el sistema de blanc i negre ja estava molt estès i per tant, era necessari que el sistema de transmissió en color fos compatible amb els receptors existents.
Els sistemes de transmissió B/N es basen en la captació per part de la càmera d'un senyal de luminància. En canvi en els sistemes de transmissió de televisió en color és necessari especificar el color d'un element d'imatge mitjançant la descomposició dels tres colors primaris vermell (R), verd (G) i blau (B).
El sistema elegit per transmetre el senyal va ser la combinació de la luminància (Y), i dos senyals diferència de color R-Y, B-Y. Es van escollir aquests dos senyals diferència perquè aconsegueixen una major protecció davant les interferències i el soroll.
Aquest sistema compleix les condicions bàsiques de compatibilitat entre sistemes:
- Els receptors B/N podien reproduir el senyal emès amb informació de color però en B/N.
- Els receptors en color podien reproduir en B/N el senyal d'estacions que encara emetessin senyals monocromàtics.

Relació experimental que s'adopta per relacionar les components:
Y(R,G,B)=0'229*R+0'587*G+0'114*B
Aquesta relació permet obtenir en recepció la conversió directa de les tres components Y, R-Y, B-Y à les necessàries per la reproducció R, G, B.
- Obtenció de l'espectre

Aprofitant que el senyal obtingut després de l'exploració entrellaçada és de naturalesa discreta, a causa de la periodificació del senyal en framess i línies, es creen uns buits a l'espectre, on es pot inserir el senyal de color sense interferir la luminància. Per tant, caldrà modular el senyal crom.
A més a més, no s'augmenta l'amplada de banda del senyal a transmetre, ja que s'aprofita un buit de l'espectre. Aquest és un altre aspecte molt important perquè hi hagi compatibilitat entre sistemes.

## Història
Es va començar a treballar sobre SECAM l'any 1956, quan el sistema va ser patentat per Henri de France segons diverses patents franceses i nord-americanes, com la número 2993086.
Inicialment, una versió de SECAM va ser ideada i provada per a l'estàndard francès monocromàtic de televisió de 819 línies, conegut avui en dia com l'Estàndard E de la UIT, però finalment no es va introduir a causa d'un acord a tot Europa per introduir TV en color en 25 imatges i 625 línies, que el Govern Francès també va firmar. Per això, França va haver d'iniciar la conversió canviant a un sistema de televisió monocromàtic de 625 línies, la qual cosa va succeir a principis de la dècada de 1960 amb la introducció d'una segona xarxa de televisió. El primer sistema proposat a color va ser anomenat SECAM I el 1961, seguit per altres estudis per millorar la compatibilitat i la qualitat de la imatge respecte a la norma de 625 línies. Les millores posteriors van ser denominades SECAM II i SECAM III, sent aquesta última presentada el 1965 a l'Assemblea General del CCIR a Viena. El 1966 es feien les primeres proves de producció.
Les millores que van sorgir a continuació van ser el SECAM III A i SECAM III B, que va ser el sistema adoptat per a ús general a França durant el 1967. Tècnics soviètics van participar en l'elaboració de la norma, i fins i tot van crear la seva pròpia variant incompatible anomenat NIIR o SECAM IV, que no va ser implementada. L'equip estava treballant en el Telecentrum de Moscou sota la direcció del científic soviètic Pavel Vasilievich Shmakov. La designació NIIR prové de la transliteració de Научно-исследовательский институт радио (Nauchno-issledovatel'skiy institut radio. Institut de Recerca i Desenvolupament de la ràdio, en català) que va participar en el desenvolupament. Es van desenvolupar dos estàndards: NIIR no lineal, en el qual s'utilitza un procediment anàleg a la correcció gamma, i el NIIR lineal o SECAM IV que omet aquest procés.
Les transmissions amb la norma SECAM es van inaugurar a França l'1 d'octubre de 1967, al Segon Canal, avui conegut com a France 2. El dia de la inauguració, un grup de quatre homes encapçalat per Georges Gorse, Ministre d'Informació de l'època, i tres col·laboradors en el desenvolupament del sistema, es trobaven en un estudi de televisió. Després d'un compte enrere, a les 2.15 pm (hora francesa), la imatge original en blanc i negre es va commutar a color i el presentador va declarar llavors "Et voici la couleur!" (En català: I aquí està el color!). El 1967, la Compagnie de Télévision du Liban et du Proche (en català: Companyia de Televisió del Líban i l'Orient) es va convertir en el tercer canal de televisió en el món, després de la Unió Soviètica i França, a transmetre en color, utilitzant la tecnologia SECAM.
Els primers televisors en color costaven 5.000 francs. La televisió en color no era gaire popular al principi; només al voltant d'1.500 persones van veure el programa inaugural en color. Un any més tard, només s'havien venut 200.000 receptors respecte al milió que s'esperava. Aquest patró va ser similar a la lenta acceptació de la televisió en color als Estats Units.
SECAM va ser adoptat més endavant per les antigues colònies franceses i belgues, Grècia, la Unió Soviètica i els països del bloc de l'Est (excepte Romania i Albània), i els països d'Orient Mitjà. No obstant això, amb la caiguda dels règims comunistes, i després d'un període en què els aparells de TV multi-estàndard es van convertir en una mercaderia, molts països d'Europa de l'Est van decidir canviar a l'estàndard PAL. Altres països, especialment el Regne Unit i Itàlia, amb prou feines van experimentar amb SECAM abans d'optar per PAL. A Colòmbia, s'iniciaren les primeres proves de transmissió de televisió en color amb la norma SECAM el 1966; no obstant això,al cap d'uns anys es va abandonar aquesta norma pel NTSC.

### Desenvolupament
Hi ha gent que ha argumentat que la principal motivació per al desenvolupament de SECAM a França era protegir els fabricants locals d'equips de televisió. No obstant això, la incompatibilitat s'havia iniciat amb la decisió inusual d'adoptar la modulació positiva de video per als senyals de radiodifusió franceses. Els sistemes anteriors com el Sistema A i els sistemes de 819 línies van ser els únics altres sistemes a utilitzar la modulació de video positiu. A més, el desenvolupament de SECAM és anterior al de PAL. NTSC es considera indesitjable a Europa a causa del seu problema de tint de color que requereix un control addicional, que en les normes SECAM i PAL ja estaven resolts.
A diferència d'altres fabricants, l'empresa on es va inventar SECAM, Technicolor (conegut com a Thomson fins a 2010), segueix venent televisors a tot el món sota el nom de diferents marques; això pot deure's en part a l'herència del SECAM. Thomson va comprar l'empresa que va desenvolupar PAL, Telefunken, i avui en dia fins i tot és co-propietària de la marca RCA, creadora de NTSC. Thomson també és coautora de la norma americana de televisió digital ATSC.

## Varietats de SECAM
Hi ha sis varietats de SECAM:
- SECAM L-L': Va utilitzar-se només a França, Luxemburg i Mònaco, al sud de França. Va ser reemplaçada l'any 2011 per la norma digital DVB-T.
- SECAM B/G: Va usar-se a Aràbia Saudita, Egipte, Iran, Líbia, el Marroc i Tunísia, els quals van canviar a la norma PAL i, actualment, ho fan cap a la norma digital DVB-T o DVB-T2.
- SECAM D/K: S'utilitza en la Comunitat d'Estats Independents i en parts d'Europa de l'Est, encara que la majoria dels països d'aquesta zona van canviar-se a la norma PAL i actualment ho fan a la norma DVB-T o DVB-T2, per Rússia.
- SECAM H: Variant del sistema introduïda pels volts de 1983-1984, per a l'addició d'informació de teletext.
- SECAM K: Variant introduïda per a les dependències franceses. No obstant això, l'estàndard SECAM utilitzat en les possessions d'ultramar de França, així com els països africans que van ser colònies franceses, lleugerament difereix del SECAM de França.
- SECAM M: Usat entre 1970-1991 a Cambodja i Vietnam (Hanoi i ciutats del nord).